# Safruddin Mawi
Safruddin Mawi, född 13 juni 1964, är en indonesisk bågskytt. Han deltog vid olympiska sommarspelen 1988.